# Diamond League 2024
La Diamond League 2024 (nota per motivi di sponsorizzazione anche come Wanda Diamond League 2024) è stata la quindicesima edizione della Diamond League, serie di meeting internazionali di atletica leggera organizzata annualmente dalla World Athletics.
Ogni meeting ha ospitato quattordici eventi delle varie discipline. Ogni competizione ha assegnato agli atleti punti validi per la qualificazione alla finale, che si è tenuta a Bruxelles al Memorial Van Damme.

## I meeting
Dal sito ufficiale della competizione.
| Nº | Meeting                                                 | Stadio                         | Sede      | Data            | Resoconto |
| -- | ------------------------------------------------------- | ------------------------------ | --------- | --------------- | --------- |
| 1  | Xiamen Diamond League                                   | Egret Stadium                  | Xiamen    | 20 aprile       | Resoconto |
| 2  | Shanghai Diamond League                                 | Suzhou Olympic Sports Centre   | Suzhou    | 27 aprile       | Resoconto |
| 3  | Doha Diamond League                                     | Stadio internazionale Khalifa  | Doha      | 10 maggio       | Resoconto |
| 4  | Meeting international Mohammed VI d'athlétisme de Rabat | Stadio di Marrakech            | Marrakech | 19 maggio       | Resoconto |
| 5  | Prefontaine Classic                                     | Hayward Field                  | Eugene    | 25 maggio       | Resoconto |
| 6  | Bislett Games                                           | Bislett Stadion                | Oslo      | 30 maggio       | Resoconto |
| 7  | Bauhaus-Galan                                           | Olympiastadion                 | Stoccolma | 2 giugno        | Resoconto |
| 8  | Meeting de Paris                                        | Stadio Charléty                | Parigi    | 7 luglio        | Resoconto |
| 9  | Herculis                                                | Stade Louis II                 | Monaco    | 12 luglio       | Resoconto |
| 10 | London Athletics Meet                                   | London Stadium                 | Londra    | 20 luglio       | Resoconto |
| 11 | Athletissima                                            | Stade Olympique de la Pontaise | Losanna   | 22 agosto       | Resoconto |
| 12 | Kamila Skolimowska Memorial                             | Stadio della Slesia            | Chorzów   | 25 agosto       | Resoconto |
| 13 | Golden Gala Pietro Mennea                               | Stadio Olimpico                | Roma      | 30 agosto       | Resoconto |
| 14 | Weltklasse Zürich                                       | Stadio Letzigrund              | Zurigo    | 5 settembre     | Resoconto |
| 15 | Memorial Van Damme                                      | Stadio Re Baldovino            | Bruxelles | 13-14 settembre | Resoconto |

## Risultati

### Uomini

#### Corse
| Corse |                    |                         |                        |                            |                           |                            |                            |                         |                         |                             |
| #     | Meeting            | 100 m                   | 200 m                  | 400 m                      | 800 m                     | 1 500 m / Miglio           | 3 000 m / 5 000 m          | 110 m hs                | 400 m hs                | 3 000 m siepi               |
| 1     | Xiamen             | Christian Coleman 10"13 | -                      | -                          | Marco Arop 1'43"61        | -                          | Lamecha Girma 12'58"96     | Daniel Roberts 13"11    | -                       | -                           |
| 2     | Suzhou             | Akani Simbine 10"01 =   | -                      | -                          | Slimane Moula 1'44"55     | -                          | Selemon Barega 12'55"68    | Daniel Roberts 13"12    | -                       | -                           |
| 3     | Doha               | -                       | Kenneth Bednarek 19"67 | Steven Gardiner 44"76      | -                         | Brian Komen 3'32"43        | -                          | -                       | Alison dos Santos 46"86 | Samuel Firewu 8'07"25       |
| 4     | Marrakech          | Emmanuel Eseme 10"11    | -                      | Alexander Doom 44"51       | Emmanuel Wanyonyi 1'43"84 | Azeddine Habz 3'32"86      | -                          | -                       | -                       | Soufiane el-Bakkali 8'09"40 |
| 5     | Eugene             | Christian Coleman 9"95  | Kenneth Bednarek 19"89 | -                          | -                         | Josh Kerr 3'45"34 (miglio) | -                          | Grant Holloway 13"03    | Gerald Drummond 48"56   | -                           |
| 6     | Oslo               | Akani Simbine 9"94      | -                      | Matthew Hudson-Smith 44"07 | -                         | Jakob Ingebrigtsen 3'29"74 | Hagos Gebrhiwet 12'36"73   | -                       | Alison dos Santos 46"63 | -                           |
| 7     | Stoccolma          | Emmanuel Eseme 10"16    | -                      | -                          | Djamel Sedjati 1'43"23    | -                          | Narve Nordås 7'33"49       | -                       | Alison dos Santos 47"01 | Lamecha Girma 8'01"63       |
| 8     | Parigi             | -                       | Alexander Ogando 19"98 | -                          | Djamel Sedjati 1'41"56    | -                          | -                          | Sasha Zhoya 13"15 =     | Alison dos Santos 47"78 | Abrham Sime 8'02"36         |
| 9     | Monaco             | -                       | Letsile Tebogo 19"87   | Quincy Hall 43"80          | Djamel Sedjati 1'41"46    | Jakob Ingebrigtsen 3'26"73 | -                          | Grant Holloway 13"01    | Rai Benjamin 46"67      | -                           |
| 10    | Londra             | Noah Lyles 9"81         | -                      | Matthew Hudson-Smith 43"74 | -                         | Oliver Hoare 3'49"03       | Dominic Lobalu 7'27"68     | -                       | Alison dos Santos 47"18 | -                           |
| 11    | Losanna            | -                       | Letsile Tebogo 19"64   | Matthew Hudson-Smith 43"96 | -                         | Jakob Ingebrigtsen 3'27"83 | -                          | Rasheed Broadbell 13"01 | -                       | -                           |
| 12    | Chorzów            | -                       | Letsile Tebogo 19"83   | -                          | Marco Arop 1'41"86        | -                          | Jakob Ingebrigtsen 7'17"55 | -                       | -                       | Soufiane el-Bakkali 8'04"29 |
| 13    | Roma               | Letsile Tebogo 9"87     | -                      | Muzala Samukonga 43"99     | -                         | -                          | Hagos Gebrhiwet 12'51"07   | -                       | -                       | -                           |
| 14    | Zurigo             | -                       | Letsile Tebogo 19"55   | -                          | -                         | Yared Nuguse 3'29"21       | -                          | Grant Holloway 12"99    | Roshawn Clarke 47"49    | -                           |
| 15    | Bruxelles (finale) | Ackeem Blake 9"93       | Kenneth Bednarek 19"67 | Charles Dobson 44"49       | Emmanuel Wanyonyi 1'42"70 | Jakob Ingebrigtsen 3'30"37 | Berihu Aregawi 12'43"66    | Sasha Zhoya 13"16       | Alison dos Santos 47"93 | Amos Serem 8'06"90          |

#### Concorsi
| Concorsi |                    |                            |                              |                          |                         |                         |                        |                         |
| #        | Meeting            | Salto in lungo             | Salto triplo                 | Salto in alto            | Salto con l'asta        | Getto del peso          | Lancio del disco       | Lancio del giavellotto  |
| 1        | Xiamen             | -                          | Pedro Pichardo 17,51 m       | Shelby McEwen 2,27 m     | Armand Duplantis 6,24 m | -                       | -                      | -                       |
| 2        | Suzhou             | Marquis Dendy 8,05 m       | -                            | Hamish Kerr 2,31 m       | Armand Duplantis 6,00 m | -                       | -                      | -                       |
| 3        | Doha               | Carey McLeod 8,52 m        | -                            | -                        | -                       | -                       | -                      | Jakub Vadlejch 88,38 m  |
| 4        | Marrakech          | -                          | Lázaro Martínez 17,10 m      | -                        | -                       | -                       | Mykolas Alekna 70,70 m | -                       |
| 5        | Eugene             | -                          | -                            | -                        | -                       | Joe Kovacs 23,13 m      | -                      | -                       |
| 6        | Oslo               | -                          | Hugues Fabrice Zango 17,27 m | -                        | KC Lightfoot 5,82 m     | -                       | Mykolas Alekna 70,91 m | -                       |
| 7        | Stoccolma          | -                          | -                            | -                        | Armand Duplantis 6,00 m | -                       | Mykolas Alekna 68,64 m | -                       |
| 8        | Parigi             | -                          | -                            | -                        | Armand Duplantis 6,00 m | -                       | -                      | Julian Weber 85,91 m    |
| 9        | Monaco             | -                          | -                            | Hamish Kerr 2,33 m =     | -                       | -                       | -                      | -                       |
| 10       | Londra             | -                          | -                            | Hamish Kerr 2,30 m       | -                       | Leonardo Fabbri 22,52 m | -                      | -                       |
| 11       | Losanna            | Miltiadīs Tentoglou 8,06 m | -                            | -                        | Armand Duplantis 6,15 m | -                       | -                      | Anderson Peters 90,61 m |
| 12       | Chorzów            | -                          | -                            | Gianmarco Tamberi 2,31 m | Armand Duplantis 6,26 m | Joe Kovacs 22,14 m      | -                      | -                       |
| 13       | Roma               | -                          | Andy Díaz 17,32 m            | Woo Sang-hyeok 2,30 m    | -                       | Ryan Crouser 22,49 m    | Kristjan Čeh 68,61 m   | -                       |
| 14       | Zurigo             | Wayne Pinnock 8,18 m       | -                            | -                        | -                       | Ryan Crouser 22,66 m    | -                      | Anderson Peters 85,72 m |
| 15       | Bruxelles (finale) | Tajay Gayle 8,28 m         | Pedro Pichardo 17,33 m       | Gianmarco Tamberi 2,34 m | Armand Duplantis 6,11 m | Leonardo Fabbri 22,98 m | Matthew Denny 69,96 m  | Anderson Peters 87,87 m |

### Donne

#### Corse
| Corse |                    |                              |                        |                         |                            |                            |                             |                             |                       |                            |
| #     | Meeting            | 100 m                        | 200 m                  | 400 m                   | 800 m                      | 1 500 m / Miglio / 2 000 m | 3 000 m / 5 000 m           | 100 m hs                    | 400 m hs              | 3 000 m siepi              |
| 1     | Xiamen             | -                            | Torrie Lewis 22"96     | Marileidy Paulino 50"08 | -                          | Gudaf Tsegay 3'50"30       | -                           | Jasmine Camacho-Quinn 12"45 | -                     | Beatrice Chepkoech 8'55"40 |
| 2     | Suzhou             | -                            | Daryll Neita 22"62     | Marileidy Paulino 50"89 | -                          | -                          | -                           | Jasmine Camacho-Quinn 12"63 | -                     | Beatrice Chepkoech 9'07"36 |
| 3     | Doha               | Daryll Neita 10"98           | -                      | -                       | Mary Moraa 1'57"91         | Freweyni Hailu 4'00"42     | Beatrice Chebet 14'26"98    | Ditaji Kambundji 12"49      | -                     | -                          |
| 4     | Marrakech          | -                            | Shericka Jackson 22"82 | -                       | Prudence Sekgodiso 1'57"26 | -                          | Medina Eisa 14'34"16        | -                           | Rushell Clayton 53"98 | -                          |
| 5     | Eugene             | Sha'Carri Richardson 10"83   | -                      | -                       | Keely Hodgkinson 1'55"78   | Diribe Welteji 3'53"75     | Tsigie Gebreselama 14'18"76 | -                           | -                     | Peruth Chemutai 8'55"09    |
| 6     | Oslo               | -                            | Brittany Brown 22"32   | Marileidy Paulino 49"30 | Prudence Sekgodiso 1'58"66 | -                          | Georgia Griffith 8'24"20    | -                           | Rushell Clayton 54"02 | -                          |
| 7     | Stoccolma          | Gina Bass 11"15              | Shericka Jackson 54"02 | -                       | -                          | Laura Muir 3'57"99         | -                           | -                           | Femke Bol 53"07       | -                          |
| 8     | Parigi             | Patrizia van der Weken 11"06 | -                      | Marileidy Paulino 49"20 | -                          | Faith Kipyegon 3'49"04     | -                           | -                           | -                     | Winfred Yavi 9'03"68       |
| 9     | Monaco             | Julien Alfred 10"85          | -                      | Rhasidat Adeleke 49"17  | -                          | Jessica Hull 5'19"70       | Margaret Akidor 14'39"49    | -                           | -                     | -                          |
| 10    | Londra             | -                            | Gabrielle Thomas 21"82 | Nickisha Pryce 48"57    | Keely Hodgkinson 1'54"61   | -                          | -                           | -                           | Femke Bol 51"30       | -                          |
| 11    | Losanna            | Dina Asher-Smith 10"88       | -                      | -                       | Mary Moraa 1'57"91         | -                          | Diribe Welteji 8'21"50      | Jasmine Camacho-Quinn 12"35 | Femke Bol 52"25       | -                          |
| 12    | Chorzów            | Tia Clayton 12"29            | -                      | Marileidy Paulino 48"66 | -                          | Diribe Welteji 3'57"08     | -                           | Ackera Nugent 12"29         | Femke Bol 52"13       | -                          |
| 13    | Roma               | -                            | Brittany Brown 22"00   | -                       | -                          | Faith Kipyegon 3'52"89     | -                           | Ackera Nugent 12"24         | Anna Cockrell 53"07   | Winfred Yavi 8'44"39       |
| 14    | Zurigo             | Sha'Carri Richardson 10"84   | -                      | -                       | Mary Moraa 1'57"08         | -                          | Beatrice Chebet 14'09"52    | Jasmine Camacho-Quinn 12"36 | Shiann Salmon 52"97   | -                          |
| 15    | Bruxelles (finale) | Julien Alfred 10"88          | Brittany Brown 22"20   | Marileidy Paulino 49"45 | Mary Moraa 1'56"56         | Faith Kipyegon 3'54"75     | Beatrice Chebet 14'09"82    | Jasmine Camacho-Quinn 12"38 | Femke Bol 52"45       | Faith Cherotich 9'02"36    |

#### Concorsi
| Concorsi |                    |                            |                                 |                           |                       |                       |                        |                          |
| #        | Meeting            | Salto in lungo             | Salto triplo                    | Salto in alto             | Salto con l'asta      | Getto del peso        | Lancio del disco       | Lancio del giavellotto   |
| 1        | Xiamen             | -                          | -                               | -                         | -                     | Gong Lijiao 19,72 m   | Valarie Allman 69,80 m | -                        |
| 2        | Suzhou             | Marthe Koala 6,68 m        | -                               | -                         | -                     | Chase Jackson 20,03 m | -                      | Haruka Kitaguchi 62,97 m |
| 3        | Doha               | -                          | -                               | Angelina Topić 1,94 m     | Molly Caudery 4,73 m  | -                     | -                      | -                        |
| 4        | Marrakech          | -                          | -                               | Angelina Topić 1,98 m     | Angelica Moser 4,73 m | Chase Jackson 20,00 m | -                      | -                        |
| 5        | Eugene             | -                          | Leyanis Pérez Hernández 14,73 m | -                         | Emily Grove 4,63 m    | -                     | Valarie Allman 67,36 m | -                        |
| 6        | Oslo               | -                          | -                               | -                         | -                     | -                     | Feng Bin 67,89 m       | -                        |
| 7        | Stoccolma          | -                          | Leyanis Pérez Hernández 14,67 m | Jaroslava Mahučich 2,00 m | -                     | Chase Jackson 20,00 m | -                      | -                        |
| 8        | Parigi             | Larissa Iapichino 6,82 m   | -                               | Jaroslava Mahučich 2,10 m | -                     | -                     | Valarie Allman 68,07 m | -                        |
| 9        | Monaco             | -                          | Leyanis Pérez Hernández 14,96 m | -                         | Nina Kennedy 4,88 m   | -                     | -                      | Haruka Kitaguchi 65,21 m |
| 10       | Londra             | Malaika Mihambo 6,87 m     | -                               | -                         | Nina Kennedy 4,85 m   | -                     | -                      | Mackenzie Little 66,27 m |
| 11       | Losanna            | -                          | -                               | Jaroslava Mahučich 1,99 m | -                     | Chase Jackson 20,64 m | -                      | -                        |
| 12       | Chorzów            | -                          | Shanieka Ricketts 14,50 m       | -                         | -                     | -                     | -                      | Adriana Vilagoš 65,60 m  |
| 13       | Roma               | Tara Davis-Woodhall 7,02 m | -                               | -                         | Nina Kennedy 4,83 m   | -                     | -                      | -                        |
| 14       | Zurigo             | -                          | -                               | Jaroslava Mahučich 1,96 m | Nina Kennedy 4,87 m   | -                     | -                      | -                        |
| 15       | Bruxelles (finale) | Larissa Iapichino 6,80 m   | Leyanis Pérez Hernández 14,37 m | Jaroslava Mahučich 1,97 m | Nina Kennedy 4,88 m   | Sarah Mitton 20,25 m  | Valarie Allman 68,07 m | Haruka Kitaguchi 66,13 m |